# يوسف الهمداني
يوسف الهمداني (و. 1039 – 1140 م) هو المرشد، ومدرس من الدولة العباسية، ولد في مدينة همدان، توفي في مرو الشاهجان، عن عمر يناهز 101 عاماً.